# 诺里斯大坝
诺里斯大坝（英語：Norris Reservoir）位于美国田纳西州东部的Clinch River（田纳西河的一个主要支流），是由田纳西河谷管理局主持建造的水电和防洪设施，为该机构在20世纪30年代建造的第一个大坝。
诺里斯大坝是一个直混凝土重力式大坝。全长570米，高81米。大坝形成的诺里斯湖是田纳西河支流中最大的一个水库，有130平方公里的水域，沿岸总长1302米。大坝装备了两个50MW的发电机。大坝的最大发电功率为131,400 千瓦。
大坝从1933年10月1日开始建造。建成于1936年3月。总共建造花费了3千6百万美元。移民2900户。岸边的小镇诺里斯原本是为建造大坝的工人修建的新市鎮。
大坝的第一台发电机组于1936年7月28日开始工作。尽管诺里斯大坝是田纳西河谷管理局所建的第一座大坝，但是它并不是他们管理和运营的最古老的大坝。田纳西河谷管理局后来陆续从之前的田纳西电子电力公司手中购买了一些始建于诺里斯大坝之前的水坝。
大坝的周边地区现为诺里斯大坝州立公园，是以游艇、垂钓、登山为主的旅游胜地。
大坝命名是为了纪念內布拉斯加州参议员乔治·诺里斯。他长期支持政府主建大型发电设施，尤其支持田纳西河谷管理局的工作。

## 地點
克林奇河從弗吉尼亞的源頭向西南流經 300 英里（480 公里），流經田納西州東北部崎嶇、人煙稀少的山丘，然後匯入金斯敦附近的田納西河。諾里斯大壩位於克林奇河口上游 79 英里（127 公里）處，緊鄰河流與 Cove Creek 交匯處的下游，Cove Creek 從西北匯入河流。水庫包括 Anderson、Campbell、Union、Claiborne和Grainger的部分地區縣。諾里斯水庫跨越克林奇河 73 英里（117 公里）的延伸，從大壩到克萊伯恩-格蘭傑縣線的河脊。水庫還覆蓋了鮑威爾河下游 56 英里（90 公里），從諾里斯大壩上游 10 英里（16 公里）流入克林奇河。大壩的尾水是梅爾頓山湖的一部分，該湖沿克林奇河從諾里斯到梅爾頓山大壩綿延 56 英里（90 公里） 。
諾里斯高速公路是美國 441 號高速公路的一部分，在 1930 年代為幫助修建大壩而加寬，穿過諾里斯大壩頂部，將該地區連接到西至田納西州洛基托普的75 號州際公路，南至田納西州諾克斯維爾。除了 TVA 為 Norris Dam 的運營維護的保留地外，Norris 水庫下游的大部分地區都被保護區所包圍，包括毗鄰保留地的Norris Dam 州立公園、湖對面北面的 Cove Creek 野生動物管理區，以及查克天鵝州立森林，它保護著上游幾英里處的一大片未開發區域。

## 背景與建設
早在 1911 年，諾里斯大壩的現址——最初稱為“灣溪遺址”——就被確定為建造大型水壩的黃金地段。一些政府和私人實體認為，田納西河谷上游的水壩與阿拉巴馬州馬斯爾肖爾斯的水壩一起工作，可以為東田納西州提供急需的防洪，並幫助保持田納西河全年通航。在 1920 年代初期，包括田納西州電力公司 (TEPCo)、諾克斯維爾電力和照明公司和聯合碳化物公司在內的幾個實體— 申請在 Cove Creek 工地建造大壩的許可證，但最終都被撤回或拒絕。部分反對意見來自參議員諾里斯，他主張在該地點建造政府資助的大壩，認為私營實體幾乎完全關注發電，而不是防洪和與山谷其他地方的項目協調。諾里斯提議在整個山谷中建造一個水壩網絡，以幫助調節流入密西西比河下游的水流。在整個 1920 年代後期，美國陸軍工程兵團提出了幾項在該地點建造水壩的建議，但都被國會否決或被卡爾文柯立芝總統否決。
田納西河谷管理局成立於 1933 年，是富蘭克林·D·羅斯福總統 新政立法的一部分。授權 TVA 成立的法案（1933年5月18日簽署）授權 TVA 立即開始在 Cove Creek 工地建造大壩。7月30日，TVA 將 Cove Creek 項目更名為諾里斯參議員，並開始為大壩的建設做準備。由於該機構缺乏任何工程或大壩建設經驗，它嚴重依賴陸軍部隊的原始設計，並接受了美國墾務局的充分諮詢。匈牙利裔美國建築師Roland Wank（1898-1970）修改了墾務局工程師的初步計劃，並賦予澆築混凝土的諾里斯大壩現代主義風格，這在建築時代引起了爭議和先進，但結果最終成功地將羅蘭萬克提升為從 1933 年到 1944 年擔任 TVA 首席建築師。施工於1933年10月1日開始。
建造諾里斯大壩及其附屬水庫需要購買超過 152,000 英畝（62,000 公頃）的土地。搬遷2841戶家庭、5226座墳墓。位於壩址上游約 20 英里（32 公里）的Loyston社區被完全淹沒。位於水庫 Cove Creek 海灣頂端的 Caryville 大約三分之一被洪水淹沒，該鎮的一些建築物不得不搬遷。沿著水庫支流建造了幾個較小的 30 英尺（9.1 m）土壩，以容納魚類孵化場。由於該項目要求沿湖岸建設休閒區，TVA 建造了兩個補充水壩——Caryville 水壩和 Big Ridge 水壩——分別蓄積 Cove 湖和 Big Ridge 湖，並確保這些小湖全年保持水量。這平民保護團建造了娛樂設施，並協助拆除了各種結構。田納西州諾里斯鎮最初是作為一個有計劃的社區建造的，以容納參與建造這座大壩的工人。
諾里斯大壩於 1936 年 3 月 4 日竣工並關閉大門，耗資 3600 萬美元（相當於 2020 年的 5.37 億美元）。大壩的第一台發電機於 1936 年 7 月 28 日上線。雖然諾里斯是 TVA 建造的第一座大壩，但它並不是該機構擁有和運營的最古老的大壩。TVA 隨後購買了前田納西電力公司的資產，包括一些在諾里斯大壩之前建造的水壩。
諾里斯大壩的建造及其給該地區帶來的變化激發了電影、書籍、舞台劇和歌曲的靈感。施工期間的民歌表達了對大壩工程給該地區帶來的好處的熱情。大壩的著名參觀者包括富蘭克林·D·羅斯福總統和第一夫人埃莉諾·羅斯福、法國哲學家讓-保羅·薩特、記者厄尼·派爾、瑞士建築師勒·柯布西耶、田徑明星傑西·歐文斯和印度總理賈瓦哈拉爾·尼赫魯。 1941 年，大壩成為了紐約現代藝術博物館攝影展的主題。

## 影響
該項目旨在為克林奇和鮑威爾流域的居民提供援助，學者和歷史學家對此進行了爭論，特別是關於 TVA 收購了大約 150,000 英畝的農田，以及估計有 3,000 個家庭和 5,300 個墳墓的遷移。在諾里斯項目受負面影響最嚴重的聯合縣，聯合縣大山谷地區的未建制城鎮洛伊斯頓和其他稀缺社區將被淹沒。項目完成後，聯合縣的大山谷地區承諾在項目結束前實現電氣化，直到 1940 年代末和 1950 年代初才能通電。諾里斯項目後的一些流離失所者會因無法承受失去生活方式的壓力而自殺。

## 相关阅读
- 田纳西河谷管理局
- 罗斯福新政